# Ставський Ілля Віталійович
Ілля́ Віта́лійович Ста́вський (2 серпня 2000 року, м. Новоград-Волинський (Звягель), Житомирської області, Україна) — український військовий, майор Збройних Сил України, артилерист. Закінчив академію Сухопутних військ імені Гетьмана Петра Сагайдачного у 2021 році.
Брав активну участь у російсько-українській війні з 2022 року по теперішній час.
Кар'єра
У 2017 році закінчив спеціалізовану школу І—ІІІ ступенів № 4 м. Новограда-Волинського (Звягель). У 2017 році вступив до Національної академії Сухопутних військ імені гетьмана Петра Сагайдачного, яку закінчив у 2021 році за спеціальністю управління діями артилерійських підрозділів. Початкова посада військовослужбовця була командир артилерійського взводу — старший офіцер на батареї, де мав великий авторитет серед особового складу. У 2022 році зустрів масштабне вторгнення на Донеччині поблизу м. Бахмут. Особовий склад командира поважали, оскільки він завжди був з хлопцями поряд, всі тяжкі та легкі хвилини. Влітку 2022 року прийняв посаду командира артилерійської батареї та успішно виконував поставлені бойові завдання. Заробив авторитет серед особового складу та повагу від старшого керівництва бригади.

#### Військова служба
У 2022—2024 роках брав участь у бойових діях на сході України в складі 30-ї окремої механізованої бригади імені Костянтина Острозького. З 2024 року подальшу службу організував в Окремій Президентській бригаді імені Богдана Хмельницького.

## Нагороди
- За мужність і героїзм у 2022 році указом президента України нагороджений орденом Богдана Хмельницького ІІІ ступеня,
- нагороджений медаллю «Захиснику Вітчизни».
- Має відзнаки Міністерства оборони України: «Хрест РВіА», «Воєнний Хрест» та інші…